# Antinoo (costellazione)
Antinoo (in latino Antinous) è una costellazione obsoleta situata vicino all'equatore celeste.
Tolomeo nel suo Almagesto, scritto circa venti anni dopo il famoso annegamento di Antinoo, il giovane amante di Adriano, menziona con tale nome una costellazione dell'Aquila che fu rappresentata per la prima volta nel 1551 in un mappamondo celeste da Gerardus Mercator. Tycho Brahe la elencò come una costellazione indipendente nel 1602.
Antinoo fu raffigurato intrappolato fra gli artigli dell'Aquila e per questo motivo qualche volta è stato confuso con un altro amasio celeste, Ganimede, che per ordine di Zeus fu rapito da un'aquila.

## Stelle principali

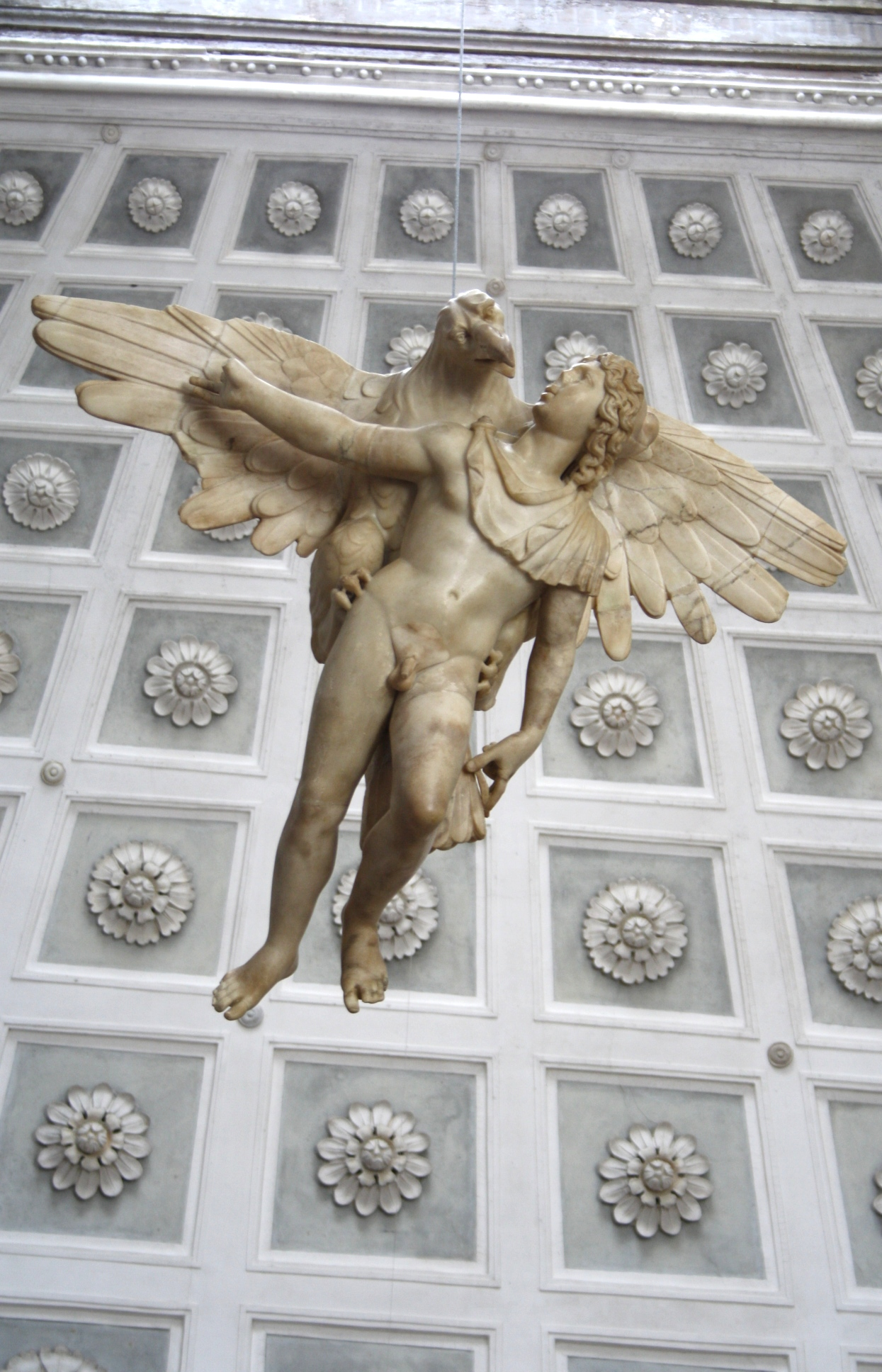
"Zeus si innamorò di un bel giovane e decise di rapirlo, trasformato in un'aquila. Più tardi Ganimede divenne coppiere degli dei dell'Olimpo". Copia romana di un originale greco. Palazzo Grimani a Venezia.

Le stelle principali di questa antica costellazione sono ora accorpate a quelle della costellazione dell'Aquila.
- η Aquilae (Bezek) ascensione retta 19h 52m 28,4s - declinazione +01° 00' 20". Distanza 359,7 parsec (1 173 al), magnitudine apparente 3,9, luminosità apparente 3,48-4,39, periodo di rotazione 7,177 giorni. È una variabile cefeide tra le più brillanti del cielo.
- λ Aquilae (Al Thalimain Prior) ascensione retta 19h 06m 14,9s - declinazione -04° 52' 57". Distanza 38,4 parsec (125 al), magnitudine apparente 3,44. Le linee dello spettro indicano una rapida rotazione.
- θ Aquilae (Tseen Foo Battello celeste) ascensione retta 20h 11m 18,3s - declinazione -00°49'17". Distanza 88 parsec (290 al), magnitudine apparente 3,23, periodo di rotazione 17,12 giorni. Binaria spettroscopica.
- ι Aquilae ascensione retta 19h 36m 43,30s - declinazione -01° 17' 11", distanza 94,2 parsec (307 al), magnitudine apparente 4,36
- κ Aquilae ascensione retta 19h 36m 53,50s - declinazione -07° 01' 39,0", distanza446,4 parsec (1 456 al), magnitudine apparente 4,95.

## Mito
Come tramandato dalla storiografia del mondo antico l'imperatore Adriano dopo la morte di Antinoo cercò di trovare in cielo un posto dove poter sistemare il suo amato; non tanto cercando fra gli allineamenti delle stelle una pseudo-figura che lo potesse ricordare, ma una zona dove, come credevano gli antichi, fossero concentrate tutte quelle essenze naturali per farlo apparire un Dio potente.

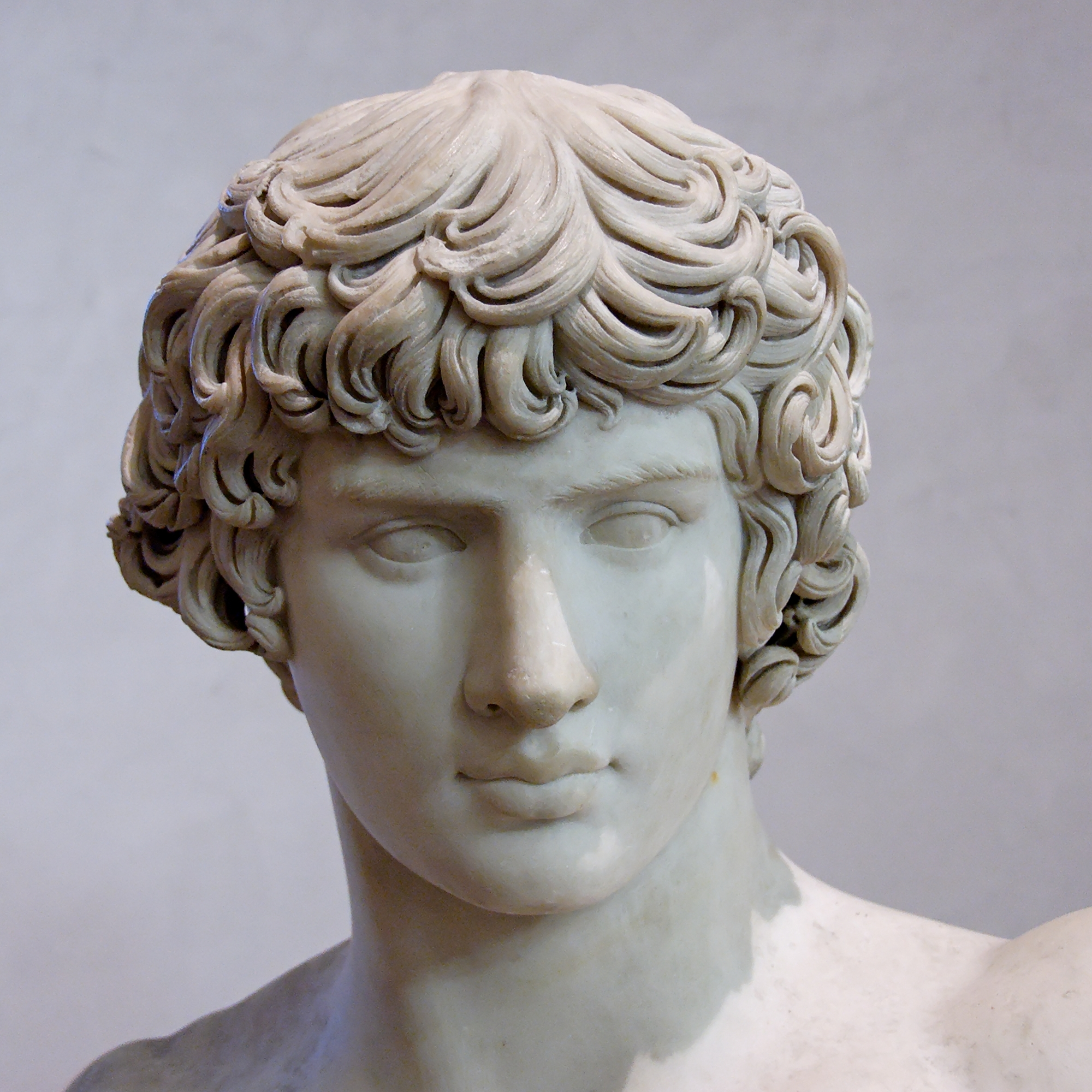
Busto di Antinoo

Le stelle dell'Aquila, secondo le antiche credenze, tendono ad avere la natura di Marte - Giove (Altair ne è un esempio) e diffondono energia; quelle del Capricorno tendono ad assomigliare a Venere - Giove associati all'amore.
Egli pensò che la zona intermedia alle due costellazioni fosse ideale per sistemare la figura di Antinoo. Così quando assieme ai suoi astrologi vide una supernova tra Aquila e Capricorno capì che questo era il punto giusto, e che il destino aveva mandato un segno affinché Antinoo avesse la propria dimora in questa zona e fosse riconosciuto e venerato per l'eternità.